# 大迫傑
大迫 傑（おおさこ すぐる、1991年〈平成3年〉5月23日 - ）は、東京都町田市出身の陸上競技選手、YouTuber、スポーツ解説者。専門は長距離走・マラソン。現在、株式会社Ｉ（アイ）・代表取締役。妻は元・SKE48の橋本あゆみで、2児（ニ女）の父親。
佐久長聖高校、早稲田大学スポーツ科学部卒業、ナイキ所属。2021年9月までのマネジメントはアミューズ。第26回ユニバーシアード男子10000m優勝者、2013年カーディナル招待10000mにて日本人学生新記録を樹立。3000m、5000mの日本記録保持者。前・男子マラソン日本記録保持者。代理人はフェデリコ・ローザ（Federico Rosa）。

## 来歴・人物

### 中学・高校時代
町田市立金井中学校で本格的に陸上競技を始めた。中学3年時の第33回全日本中学校陸上競技選手権大会3000mでは3位入賞した。3000mで東京都中学校最高記録：8分41秒59をマークした。2007年に佐久長聖高校に進学した。1学年上には村澤明伸や後に大学でも先輩となる平賀翔太や佐々木寛文らがいた。2008年に5000mで高校2年生としては史上4人目となる13分台を記録。また、1シーズンに同一高校から複数選手が13分台をマークした初の例にもなった。その年の全国高校駅伝では自ら志願してアンカーを務め、1位で襷を受けるとそのまま区間賞の活躍を見せ、またチームも外国人選手を含まない記録としては過去最高の2時間02分18秒を記録し、佐久長聖高校の初優勝に貢献した。翌2009年には2度目の全国高校駅伝に出場、大迫自身は1区で区間賞を獲得し、同じ佐久長聖高校出身である上野裕一郎に次ぐ1区日本人歴代2位となる、29分06秒を記録した。チームは4位に入った。2010年、世界クロスカントリー選手権ジュニアに初出場して32位に入った。日本人では村澤に次ぐ2位であった。

### 早稲田大学時代
2010年、早稲田大学に進学。7月にカナダ・モンクトンで行われた、世界ジュニア選手権10000mに同学年の志方文典と共に出場。8位に入賞し、志方も9位に入った。同年の第22回出雲駅伝では2区を走り先頭を守ったが後続に差を詰められ、本人曰く悔しさの残る大学駅伝デビューとなった。早稲田大学は14年ぶり2回目の優勝を飾った。第42回全日本大学駅伝では2区で先頭の東洋大・柏原竜二との差を20秒縮めて、1区の遅れを取り戻す7人抜きの快走を見せた。その後佐々木、志方等の活躍で早稲田大学は優勝を飾った。
同年11月22日に行われた第23回上尾シティマラソンでは1時間01分47秒を記録して優勝すると共に、伊達秀晃が持っていたジュニア記録を更新した。（10年後三浦龍司が更新）
2011年の第87回箱根駅伝では1区序盤で集団から抜け出し、10km過ぎまで後ろを付いていた高校時代の先輩である堂本尚寛（日本大）を振り切り、1区区間賞を獲得。早稲田大学は5区中盤まで先頭を守って東洋大学と27秒差の往路2位、翌日の復路で東洋大学を逆転して18年ぶりの総合優勝を飾った。また2000年の順天堂大学以来10年ぶり3度目の大学駅伝3冠を達成した。深圳で行われたユニバーシアードでは、28分42秒83のタイムで優勝。日本人としては1995年福岡大会の渡辺康幸以来となる16年ぶりの優勝となった。翌2012年の第88回箱根駅伝でも1区を走り、同学年の服部翔大（日本体育大）を11km過ぎで振り切り、2年連続で区間賞を獲得した。
2012年に橋本あゆみと結婚。
2013年4月28日カーディナル招待で2位、日本人学生10000m記録更新（日本人学生最高記録）、高岡寿成、中山竹通、佐藤悠基に続く日本歴代4位（当時）の記録27分38秒31をマーク。一挙に日本を代表する長距離ランナーに躍り出た。

### 社会人時代

#### 日清食品グループ所属
2014年に日清食品グループと所属契約。その1年、ナイキ・オレゴン・プロジェクトと二重に籍を置いていた。第98回日本陸上競技選手権大会兼第17回アジア競技大会代表選手選考競技会10000mで2位となり、10月2日、2014年アジア競技大会10000mに出場、28分11秒94で銀メダルを獲得した。9月7日Rieti Meeting2014では、3000mで7分40秒09、日本記録を達成している。
2015年元旦のニューイヤー駅伝では1区を走り、ラスト1キロからのロングスパートで後続を引き離し区間賞を獲得。実業団駅伝デビューを果たした。

#### ナイキ・オレゴン・プロジェクト所属
2015年3月末日に日清食品グループとの所属契約を解消し、ナイキ・オレゴン・プロジェクト所属に専念する。2015年5月31日開催オレゴン州ユージンでのPrefontaine Classic 10,000mでは、27分45秒27。同年7月18日、ナイトオブアスレチックス5000mに出場し、13分08秒40で6位、８年ぶり、松宮隆行が保持していた日本記録を更新した。同結果を受け、第15回世界陸上競技選手権大会の参加資格をクリア（日本選手権3位以上、参加標準記録を満たした競技者 選考基準3-(2)-5)）、8月4日に2015年世界陸上5000m代表に決定した。2015年世界陸上では予選1組目に出場したが決勝出場に必要な着順5位にわずか0秒41及ばず7位に終わり、タイム順で拾われる5名も全て予選2組目から出たこともあり、予選敗退が決まった。
2016年第100回日本陸上競技選手権大会10000m&5000mの二冠を達成。
2017年4月17日に、初マラソンとなるボストンマラソンで2時間10分28秒で走破し3位。日本人では瀬古利彦以来で初めてボストンマラソンの表彰台に立った。同年6月、日本選手権の10000mで連覇を達成。12月3日、第71回福岡国際マラソンで全体の3位（日本人1位）、日本歴代5位（当時）となる2時間07分19秒でゴール、MGCの権利を獲得。同年、カナダ系の大手金融機関であるマニュライフ生命とスポンサーシップを締結。2017年現在は同プロジェクトの下、プロランナーとして活動中。妻子と共にアメリカに在住している。

#### 男子マラソン日本記録2度更新・東京五輪男子マラソン日本代表選出
2018年10月7日、シカゴマラソンで3位に入着し、2時間5分50秒の日本新記録を樹立した。同年2月の設楽悠太の記録を更新する日本人初の5分台を出し、日本実業団陸上競技連合よりマラソン日本新記録を出した選手に贈られている報奨金1億円を手にした。
2019年3月3日、東京マラソン2019に出場したものの、冷雨による寒さが災いしてか中間点付近で先頭集団から脱落し、結局29Km付近で自身初の途中棄権に終わった。
2019年9月15日、マラソングランドチャンピオンシップ（2020年東京オリンピック・男子マラソン日本代表選考会）に出走。スタート直後から一人だけ飛び出した、男子マラソン・前日本記録保持者の設楽悠太にはついていかず、第2集団で待機。15Km以降から徐々にペースダウンした設楽との差をじわじわ詰めて、37Km過ぎでついに逆転。それからは優勝した中村匠吾、2位の服部勇馬らと、激しいデッドヒートを繰り広げた。だが、ゴール直前の41.5Km地点で中村のラストスパートに後れを取り、さらに42Km手前では服部にもかわされてしまい、結果3位でのフィニッシュに終わる（中村と服部の2選手は東京五輪・男子マラソン代表即内定に）。これにより、大迫の東京五輪・男子マラソン代表入りは、その後のMGCファイナルチャレンジ（2019年福岡国際・2020年東京・2020年びわ湖毎日）の結果次第と成った。
2020年3月1日、東京マラソン2020で4位に入着し、2時間5分29秒で自身の持つ日本記録を21秒更新した。同年3月8日、びわ湖毎日マラソンで大迫の記録を超える日本人選手が現れなかったため、大迫が最後の3番手で2020年東京オリンピック・男子マラソン日本代表に決定した。
2020年12月4日、第104回日本選手権10000mにおいて、27分36秒93のゴールタイムで自己記録を更新した（その大会の同組にて、相澤晃と伊藤達彦の二人が日本記録を更新し、相澤は2020東京オリンピック男子10000m日本代表に内定、伊藤も翌年の第105回日本選手権にて日本代表内定）。
2021年3月5日にYouTuber・初投稿として、同年2月28日に最後の開催となった第76回びわ湖毎日マラソンで、鈴木健吾に男子マラソン日本記録を33秒更新された事に関してコメントを寄せている。

#### ラストランの東京五輪男子マラソンで6位入賞
2021年7月29日、同年8月8日に北海道札幌市で開催される東京オリンピック・男子マラソンを最後に、現役引退することを自身のツイッターで発表した。
2021年8月8日、2020年東京オリンピック男子マラソンでは、レース序盤から男子マラソン世界記録保持者でエリウド・キプチョゲ（ケニア）等の居る先頭集団へ積極的についていく。同日本代表の中村匠吾は優勝争いにはつかず第2集団で後方待機、中間点手前では服部勇馬が先頭争いから脱落する中、大迫は粘って優勝・メダル争いに食らいついた。30Km過ぎ、当五輪で優勝・金メダル獲得のキプチョゲのロングスパートで集団がばらけると、大迫はやや遅れを取り一旦は8位辺り迄下がる。その後36Km付近で大迫は2人の選手を抜き去り、前方の選手達必死に追い縋るも、五輪メダル獲得はあと一歩及ばなかった。それでも大迫は2時間10分41秒でゴールタイムで6位に入り、日本勢では2012年ロンドンオリンピックの中本健太郎（6位）以来、9年ぶりの男子マラソン種目での入賞を達成した。フィニッシュ後、記者からインタビューを受ける大迫は「これが最後と思いながら走り続けた。皆さんにメダルを期待してもらって、僕自身も『チャンスがあれば』と思った。メダルは獲れなかったが、自分自身の力は全て出し切れたと思います」と時折涙で声を詰まらせながらも、充実した表情を見せた。

### 現役引退後
東京オリンピックから約1か月半が過ぎた2021年9月28日、大迫自らオンライン形式で取材に応じ、東京五輪のラストランを「僕自身の集大成。完全燃焼が出来た」と振り返る。現役引退後の現在は、自身が立ち上げた育成プロジェクト「Sugar Elite」などを通して後進の育成などを行い「今後は僕なりの情報を提供して、皆で強く成って欲しい」と語っていた。
2021年11月7日開催の第53回全日本大学駅伝では、自身初めてのテレビ解説者としてデビュー。さらに今大会限りで最後の実施と成る、同年12月5日決行の第75回福岡国際マラソンでも、平和台陸上競技場にてメイン実況の瀬古利彦らと共に、ゲスト解説を担当した。。
2022年2月7日競技者として現役復帰することを表明。2023年のマラソンMGCでは3位に入った。

## 大迫傑のマラソン記録
- 2時間05分50秒 : 2018年10月7日 第41回シカゴマラソン

|            | 5 km  | 10 km | 15 km | 20 km | ハーフ  | 25 km   | 30 km   | 35 km   | 40 km   | ゴール  |
| ---------- | ----- | ----- | ----- | ----- | ------- | ------- | ------- | ------- | ------- | ------- |
| タイム     | 14:53 | 30:12 | 45:07 | 59:51 | 1:03:04 | 1:15:19 | 1:29:46 | 1:44:17 | 1:58:59 | 2:05:50 |
| スプリット | 14:53 | 15:19 | 14:55 | 14:44 |         | 15:28   | 14:27   | 14:31   | 14:42   | 06:51   |
| kmあたり   | 2:59  | 3:04  | 2:59  | 2:57  |         | 3:06    | 2:53    | 2:54    | 2:56    |         |

- 2時間05分29秒：2020年3月1日 東京マラソン2020

|            | 5 km  | 10 km | 15 km | 20 km | ハーフ  | 25 km   | 30 km   | 35 km   | 40 km   | ゴール  |
| ---------- | ----- | ----- | ----- | ----- | ------- | ------- | ------- | ------- | ------- | ------- |
| タイム     | 14:33 | 29:12 | 44:01 | 58:42 | 1:02:00 | 1:13:32 | 1:28:40 | 1:43:36 | 1:58:51 | 2:05:29 |
| スプリット | 14:33 | 14:39 | 14:49 | 14:41 |         | 14:50   | 15:08   | 14:56   | 15:15   | 06:38   |
| kmあたり   | 2:55  | 2:56  | 2:58  | 2:56  |         | 2:58    | 3:02    | 2:59    | 3:03    |         |

## 主な戦績

### 大学三大駅伝戦績
| 学年               | 出雲駅伝                     | 全日本大学駅伝              | 箱根駅伝                         |
| ------------------ | ---------------------------- | --------------------------- | -------------------------------- |
| 1年生 （2010年度） | 第22回 2区-区間3位 16分56秒  | 第42回 2区-区間3位 37分55秒 | 第87回 1区-区間賞 1時間02分22秒  |
| 2年生 （2011年度） | 第23回 1区-区間3位 23分01秒  | 第43回 2区-区間2位 38分18秒 | 第88回 1区-区間賞 1時間02分03秒  |
| 3年生 （2012年度） | 第24回 1区-区間10位 23分57秒 | 第44回 2区-区間2位 37分25秒 | 第89回 3区-区間2位 1時間04分44秒 |
| 4年生 （2013年度） | 第25回 6区-区間3位 30分00秒  | 第45回 2区-区間賞 38分08秒  | 第90回 1区-区間5位 1時間02分12秒 |

### 全日本実業団対抗駅伝競走大会（ニューイヤー駅伝）
| 年               | 区間 | 順位   | 記録     | 備考 |
| ---------------- | ---- | ------ | -------- | ---- |
| 2015年（第59回） | 1区  | 区間賞 | 37分47秒 |      |
| 2023年（第67回） | 3区  | 2位    | 37分57秒 |      |
| 2024年（第68回） | 6区  | 2位    | 33分01秒 |      |

### その他の駅伝戦績
| 年   | 大会                                         | 区間          | 区間順位 | 記録     | 備考 |
| ---- | -------------------------------------------- | ------------- | -------- | -------- | ---- |
| 2008 | 第59回全国高等学校駅伝競走大会               | 7区（5.0km）  | 区間賞   | 14分11秒 |      |
| 2009 | 第60回全国高等学校駅伝競走大会               | 1区（10.0km） | 区間賞   | 29分06秒 |      |
| 2010 | 第15回天皇盃全国都道府県対抗男子駅伝競走大会 | 1区（7.0km）  | 5位      | 20分22秒 |      |
| 2011 | 第23回国際千葉駅伝                           | 1区（5.0km）  | 5位      | 13分41秒 |      |
| 2012 | 第24回国際千葉駅伝                           | 1区（5.0km）  | 2位      | 13分31秒 |      |
| 2013 | 第25回国際千葉駅伝                           | 1区（5.0km）  | 区間賞   | 13分48秒 |      |

### その他の戦績
- 2010年 第45回千葉国際クロスカントリー大会 ジュニア8km 2位 23分34秒
- 2010年 第24回福岡国際クロスカントリー大会 ジュニア8km 4位 23分32秒
- 2010年 第39回世界クロスカントリー選手権 ジュニア8km 32位 23分42秒
- 2010年 第89回関東学生陸上競技対校選手権大会 10000m 4位 28分35秒75
- 2010年 第89回関東学生陸上競技対校選手権大会 5000m 18位 14分00秒07
- 2010年 第13回世界ジュニア陸上競技選手権大会 10000m 8位 29分40秒14
- 2010年 第23回上尾シティハーフマラソン 優勝 1時間01分47秒
- 2011年 第25回福岡国際クロスカントリー大会 10 km 7位 29分07秒
- 2011年 第90回関東学生陸上競技対校選手権大会 5000m 3位 13分50秒32
- 2011年 第22回ゴールデンゲームズinのべおか 5000m E組 8位 13分31秒27
- 2011年 第95回日本陸上競技選手権大会 5000m 6位 13分43秒15
- 2011年 第26回ユニバーシアード 10000m 優勝 28分42秒83[34]
- 2012年 第26回福岡国際クロスカントリー大会 10 km 優勝 30分27秒
- 2012年 第23回ゴールデンゲームズinのべおか 10000m 2位 27分56秒94
- 2012年 第91回関東学生陸上競技対校選手権大会 5000m 優勝 13分47秒44
- 2012年 第96回日本陸上競技選手権大会 10000m 2位 28分18秒53
- 2013年 第92回関東学生陸上競技対校選手権大会 5000m 2位 13分34秒30
- 2013年 第97回日本陸上競技選手権大会 10000m 2位 28分25秒84
- 2013年 第14回世界陸上競技選手権大会 10000m 21位 28分19秒50
- 2014年 第98回日本陸上競技選手権大会 10000m 2位 28分33秒57
- 2014年 IAAFダイヤモンドリーグ Sainsbury's Birmingham Grand Prix 2マイル 7位 8分28秒30
- 2014年 第17回アジア競技大会 10000m 2位 28分11秒94
- 2015年 第99回日本陸上競技選手権大会 5000m 2位 13分37秒72
- 2015年 ナイトオブアスレチックス 5000m 6位 13分08秒40 日本記録
- 2015年 2015年世界陸上競技選手権大会 5000m 22位（予選敗退） 13分45秒82
- 2016年 第100回日本陸上競技選手権大会 10000m 優勝 28分07秒44
- 2016年 第100回日本陸上競技選手権大会 5000m 優勝 13分37秒13
- 2016年 リオデジャネイロオリンピック 10000m 17位 27分51秒94
- 2016年 リオデジャネイロオリンピック 5000m 予選2組16位（全体28位） 13分31秒45
- 2017年 第71回香川丸亀国際ハーフマラソン 6位（日本人2位） 1時間01分13秒
- 2017年 ボストンマラソン 3位 2時間10分28秒
- 2017年 第101回日本陸上競技選手権大会 10000m 優勝 28分35秒47
- 2017年 第71回福岡国際マラソン 3位 2時間07分19秒
- 2018年 第101回日本陸上競技選手権大会クロスカントリー競走 10 km 優勝 29分53秒
- 2018年 シカゴマラソン 3位 2時間5分50秒
- 2019年 マラソングランドチャンピオンシップ 3位 2時間11分41秒
- 2020年 東京マラソン  4位 2時間5分29秒
- 2021年 東京オリンピック   6位 2時間10分41秒
- 2022年 ニューヨークシティマラソン   5位 2時間11分31秒

## マラソン全成績
| 年月           | 大会                               | 順位 | 記録          | 備考                                                        |
| -------------- | ---------------------------------- | ---- | ------------- | ----------------------------------------------------------- |
| 2017年4月17日  | ボストンマラソン2017               | 3位  | 2時間10分28秒 | 初マラソン・世界陸上ロンドン大会男子マラソン選考レース      |
| 2017年12月3日  | 第72回福岡国際マラソン             | 3位  | 2時間07分19秒 | 自己記録更新・日本人トップ・MGCシリーズ第2弾・MGC出場権獲得 |
| 2018年10月7日  | 第41回シカゴマラソン               | 3位  | 2時間05分50秒 | 日本記録更新（当時）・日本人トップ                          |
| 2019年3月3日   | 東京マラソン2019                   | DNF  | 途中棄権      | MGCシリーズ第9弾・29Km付近でリタイア                        |
| 2019年9月15日  | マラソングランドチャンピオンシップ | 3位  | 2時間11分41秒 | 2020年東京オリンピック・男子マラソン日本代表選考会          |
| 2020年3月1日   | 東京マラソン2020                   | 4位  | 2時間05分29秒 | 日本記録再更新・日本人トップ・MGCファイナルチャレンジ第2弾  |
| 2021年8月8日   | 東京オリンピック                   | 6位  | 2時間10分41秒 | 日本人トップ                                                |
| 2022年11月6日  | 第52回ニューヨークシティマラソン   | 5位  | 2時間11分31秒 | 日本人トップ                                                |
| 2023年3月5日   | 東京マラソン2023                   | 9位  | 2時間06分13秒 | MGC出場権獲得                                               |
| 2023年10月15日 | マラソングランドチャンピオンシップ | 3位  | 2時間09分11秒 | 2024年パリオリンピック・男子マラソン日本代表選考会          |
| 2024年8月10日  | パリオリンピック                   | 13位 | 2時間09分25秒 | 日本人2位                                                   |

## 自己記録
- 1500m - 3分40秒49 （2016年7月14日：ホクレン・ディスタンス2016 北見大会）
- 3000m - 7分40秒09 （2014年9月7日：Rieti Meeting 2014）日本記録
- 3000m（室内） - 7分45秒62  (2015年1月31日 : Armory Track Invitaitonal 2015) 日本記録[35]
- 2マイル（室内） - 8分16秒47  (2015年1月31日 : Armory Track Invitaitonal 2015) 日本最高記録
- 5000m - 13分08秒40 （2015年7月18日：ナイトオブアスレチックス）日本記録
- 5000m（室内） - 13分28秒00 （2015年2月14日：NYRR Millrose Games 2015）
- 10000m - 27分36秒93 （2020年12月4日：日本選手権）
- ハーフマラソン - 1時間01分01秒（2018年9月3日：Labor Day Half）
- マラソン - 2時間05分29秒（2020年3月1日：東京マラソン）

## 著書
- 「走って、悩んで、見つけたこと。」文藝春秋（2019年8月30日出版、ISBN 978-4163910840）[36]
- 「決戦前のランニングノート - 大迫傑が考案したランニングノート付 -」文藝春秋（2021年7月27日出版、ISBN 978-4163914060）[37]